# Eduard von Stransky
Eduard von Stransky (celým jménem Eduard Stransky von Greifenfels, (20. dubna 1869 Kőszeg – 10. června 1949 Vídeň) byl rakouský a český politik německé národnosti, na počátku 20. století poslanec Českého zemského sněmu a Říšské rady.

## Biografie
Na počátku století se zapojil do zemské a celostátní politiky. Ve volbách do Říšské rady roku 1907 se stal poslancem Říšské rady (celostátní parlament), kde reprezentoval obvod Čechy 97. Usedl do poslaneckého klubu Německý národní svaz, v jehož rámci zastupoval Německou radikální stranu.
Ve volbách v roce 1908 byl zvolen i do Českého zemského sněmu v kurii městské (volební obvod Aš, Rossbach). Politicky se uvádí jako všeněmec.
V létě roku 1914 narukoval do první světové války v hodnosti nadporučíka. Působil u salcburského regimentu. V září 1914 poslal svým poslaneckým kolegům pohlednici ze severního bojiště s vylíčením těžkých bojů, kterých se účastnil.